# Константиногорская крепость
Константиногорская крепость — крепость, существовавшая в Пятигорье с 1780 года. Считается одним из самых первых военных сооружений на территории Пятигорска.

## Предыстория
Ещё в 1769 году у подножья горы Бештау находился со своим лагерем генерал Де Медем. Это был временно укреплённый лагерь. Из него он совершал походы в верховья Кумы и в верховья Подкумка. В это время шла Русско-Турецкая война и одновременно на Кавказе велись военные действия. Вероятно генерал со своим лагерем при рекогносцировке определили, где лучше построить укрепление.
По завершении Русско-турецкой войны, по условиям Кючук-Кайнарджийского договора 1774 года, к России присоединилась большая территория, в числе прочих и на Северном Кавказе. Впоследствии возникла новая граница длиной более 500 км. Эту границу нужно было как-то укрепить. И тогда по указу Екатерины II в 1777 году начинается строительство укреплённой Азово-Моздокской линии. Было построено 9 крепостей, многие из этих крепостей впоследствии стали городами, так возникли Ставрополь и Георгиевск.

## Название
23.07 (4.08) 1779 года астраханский генерал-губернатор, генерал-поручик Иван Варфоломеевич Якоби совместно с полковником Генштаба И. И. Германом фон Ферзеном провел рекогносцировку местности на Северном Кавказе и доложил князю Г. А. Потемкину предложения по устройству оборонительной линии и о необходимости
постройки ещё одной крепости: «При Бештовых горах весьма за нужное полагаю там построить сверх прежде опробованных, одно укрепление, сообразно прочим крепостям…».
В Российском географическом словаре, составленном Афанасием Щекатовым на рубеже XVIII—XIX веков, указано: «Константиновские горы — в Кавказской губернии, по-татарски называются Бекштах, что значит пять гор, а попросту Бештовые горы, недалеко одна от другой отстоящие, лежат между реками Кума и Подкумок, от Константиногорска к северо-западу».
Свое название эти горы получили в честь внука Екатерины II, великого князя Константина Павловича, родившегося 27 апреля 1779 года. Но в дальнейшем это название гор не привилось в местной топонимике и чаще использовалось прежнее — «Бештовы горы» или его русский синоним «Пятигорье». Лишь крепость сохранила свое первоначальное название «Константиногорская» на долгие годы.

## Устройство
Крепость расположена при слиянии pек Золотух (Золотушка) и Подкумка, на так называемой «Сухой черте» Кавказской линии, на равнине у самого обрыва в 5 верстах к западу от горы Машук и в 4 верстах к югу от горы Бештау. Это первое на Пятигорье русское стационарное военное оборонительное сооружение, построенное под наблюдением генерал-поручика И. В. Якоби по плану подполковника Германа фон Ферзена.
Крепость строилась с 1780 года до осени 1783 года. Рядом с крепостью образовалась слобода и началось постоянное использование минеральных источников.
Площадь — около трех десятин. Возможно, первоначально был развернут лишь военный лагерь полевого типа, так как упоминания о строительстве крепости встречаются в документах только с 1783 года.
Так как в то время каменных крепостей с башнями не строили, то это были земляные укрепления с бастионами, и с полубастионами, которые вооружались орудием. Обычно гарнизон крепости составлял от 2-3 батальонов до целого полка (500—1500 человек). Орудий на крепость приходилось от 10 до 30. Между крепостями строились более лёгкие укрепления — редуты. Редуты были рассчитаны на 1-2 роты солдат, где присутствовало также 2-3 орудия. Между редутами строились кордоны и пикеты. На кордонах находились 10-15 солдат или казаков. Существовали и сторожевые пикеты, которые состояли из караульного помещения и сторожевой вышки. Здесь дежурили от 2 до 6 казаков. Стоило вблизи появиться неприятелю — на вершине этой вышки зажигался огонь. И тут же из караульного помещения выходил другой казак, который скакал на лошади и поднимал тревогу по всей линии.
В 1793 году крепость собирались реконструировать — по имеющим планам она должна была расшириться в два раза и на вооружении у неё должны были стоять не 12, а 22 орудия. Нет документов, подтверждающих, что эти работы проводились.
По другим данным в 1793 году крепость переустроена по проекту и под руководством генерал-майора инженерного корпуса Фридриха Фере. Крепость возобновлена и расширена (создан новый мощный и протяженный вал, сооружение расширено на север почти вдвое, площадь — около 6 десятин). Крепость могла вести огонь из 20 пушек, не пропуская конных черкесских шаек между Подкумком и Бештау. Рядом с крепостью планировалось поселить станицу казаков, территория которой также должна была быть укреплена рвами, валами и бастионами.
Центральное Предкавказье занимало очень важное стратегическое положение на Северном Кавказе — оно разделяло Восточный Кавказ (Чечня, Дагестан) и Западный Кавказ (Закубанье). То есть существовали два центра сопротивления. В центральной части, где находилась Осетия и Кабардино-Балкария — сопротивления как такового не было. И, конечно, необходимо было как можно более прочно укрепиться именно в Центральном Предкавказье. Тогда и было решено построить ещё одну линию крепостей перпендикулярно Азово-Моздокской линии, по реке Подкумок, и она получила название Подкумской линии. Первой крепостью Подкумской линии была Константиногорская крепость.

## История крепости
В 1779 году генерал-поручик Яковлев отправил Екатерине II специальное донесение о том, что желательно построить крепость у Бештовых гор. Эта местность давно была известна, в XVII веке в «Книгe Большому Чертежу» эта местность была отмечена.
В 1780 году крепость была заложена, её назвали Константиногорской. В честь внука Екатерины II цесаревича Константина. Располагалась она в том месте, где в Подкумок впадает речка Золотушка. Это нынешняя территория Новопятигорска.
Место было очень удачным:
- во-первых, с трёх сторон крепость окружали низменные поймы, которые затапливались водой в весеннее время. В остальное время года, там были трудно проходимые болота. Сама крепость стояла на надпойменной террасе. Со стороны Подкумка она до террасы круто обрывалась;
- во-вторых, массив Бештау ближе всего подходит к долине Подкумка. Орудия, стоявшие на крепости, могли простреливать всю долину Подкумка, вплоть до подножья Бештау, поэтому эта линия контролировалась;
- в-третьих, через Подкумок проходил очень важный путь сообщения между горными районами Кавказа (верховья Кубани, Закубанье и равнинной территорией). То есть перевал Кумбаши довольно удобный, с которого легко попасть в Заверховья Кубани, как раз на Подкумок.

Судя по документам, строительство началось только в 1783 году. Спустя три года стали подвозить стройматериалы, и, по всей видимости, все эти три года здесь был укреплённый полевой лагерь.
Крепость, так же как и все другие укрепления Кавказа, была земляной, имела форму неправильного четырёхугольника. Имелись треугольные выступы — полубастионы, на них и устанавливались орудия и находились стрелки. В крепости были трое ворот. Одни выходили на Подкумок, они назывались водяными воротами. Другие уходили на юг, в сторону Кисловодска — Кисловодские ворота. И Георгиевские ворота на северной стороне.
Первоначально на вооружении крепости было 12 орудий, около батальона солдат стояло по гарнизонам. Все внутренние постройки крепости в основном были деревянные, причём строевой лес приходилось брать в верховьях реки Шкакун, за Кисловодском, где в настоящее время стоит Учкекен, и ещё выше этого села, так как там доброкачественный строевой лес.
В крепости в 1783 году была построена церковь. Церковь была деревянная, поэтому до наших дней не сохранилась.
Гарнизон крепости составляли разные части, но с 1797 года по гарнизонам стояли солдаты шестнадцатого егерского полка. Комендантом крепости был генерал-майор Пётр Гаврилович Лихачёв (герой Отечественной войны 1812 года, до войны он был комендантом крепости, под его руководством строился Кисловодский редут, Ессентукский редут строился его солдатами).
В 1798 году командующий войсками на Кавказской линии генерал-лейтенант граф И. И. Морков и его правитель дел А. Ф. Ребров прибыли в Константиногорскую крепость.
В 1798 году в крепости расположился сформированный 17 мая 1797 года 16-й егерский полк под командованием П. Г. Лихачёва.
За всё время существования крепости не было такого случая, чтобы её кто-то атаковал или осаждал, но солдаты гарнизона крепости участвовали в военных действиях; например в 1790 году произошло сражение в районе нынешнего Черкесска, казачьи части и гарнизоны крепостей сражались с войском Батал-паши, из-за чего впоследствии в этом месте возникла станица Батал-пашинская, а в настоящее время расположился Черкесск.
9/21.06.1802 года инженер-подпоручик П. Мастыгин (Матыгин) составил «План Константиногорской крепости, состоящей по правому флангу Кавказской линии. С показанием казенных работ…». (План № 15 из собрания Е. Д. Фелицына). Крепость имела многоугольную форму с угловыми бастионами. На плане обозначена полковая церковь, располагавшаяся в саманной полковой казарме, где располагался и лазарет.
В 1804 году был учреждён Кавказский почтовый тракт: Старочеркасск, Ставрополь, Георгиевск вместо прежнего пути от Астрахани на Георгиевск. Позже в 1806 году был заключён контракт с Ильёй Волковым на почтовую «гоньбу»: на 16 почтовых станциях по тракту должно было находиться по 16 лошадей, а на Георгиевской — 24. Из Георгиевска шло почтовое сообщение с Константиногорском и возникшей у крепости Слободкой.
23.05/4/06 1805 года в крепости проходили переговоры пристава Кабарды И. П. Дельпоццо с кабардинскими владетелями и узденями.
В мае-июле 1809 года командующий на Кавказской линии генерал от инфантерии Булгаков находился в лагере у Константиногорской крепости для оперативных действий в центре Линии и успокоения посетителей Минеральных вод.
8-12/20-24.08.1810 года произошло сражение гарнизона Константиногорской крепости с горцами. Памятью о них служили эпитафии на могильных плитах на военном кладбище возле курганов в нынешнем Новопятигорске.
4/16.02.1811 года при Константиногорской крепости по распоряжению А. П. Тормасова устроены меновые торги, позже — меновой двор для натурального обмена с местными горцами (закубанцами, кабардинцами, абазинцами, карачаевцами). В качестве товаров для обмена горцы предоставляли: мёд, воск, рогатый скот, лошадей, говяжье и баранье сало, звериные шкуры, глиняную посуду, кожу, лес в брёвнах и дровах, сукна собственной выделки, шерсть баранью, деревянные изделия и др.
После войны 1812 года в крепости содержались 300 польских военнопленных.
В апреле 1813 года в Константиногорской крепости расположилась штаб-квартира Суздальского пехотного полка.
Осенью 1819 года Константиногорскую крепость занял Тенгинский пехотный полк, доукомплектованный личным составом Суздальского полка. Командиром назначен полковник И. Ф. Максимович, ранее командовавший Суздальским полком.
В 1821 году по распоряжению генерала А. П. Ермолова в Константиногорской крепости была размещена гарнизонная артиллерийская рота, которую он приказал обучать и содержать в боевой готовности.
Часть Тенгинского полка послужила основой и для создания в 1834 году 3-го Кавказского линейного батальона, штаб которого переместился в Кисловодскую крепость, потому, что к концу 1820-х годов Константиногорское укрепление постепенно утратило свое прямое военное значение. Территория крепости постепенно была застроена. Возле бывшей крепости образовалась Константиногорская слобода, ставшая со временем органической частью развивающегося города Пятигорска.

## Коменданты крепости
- Первый комендант крепости — секунд-майор Брандт[3]
- 1797—1812 — генерал-майор Пётр Гаврилович Лихачёв
- 1813 — полковник Иван Данилович Курнатовский
- 1814 — полковник Михаил Михайлович Верёвкин[3].
- 1816—1820 — полковник И. Ф. Максимович[10]
- 1820—1826 — подполковник Яков Михайлович Тихоцкий[3]

## Заболевания солдат
Больше всего солдаты в крепости страдали из-за заболеваний. Во-первых, водоёмы, которые окружали крепость, были самыми опасными рассадниками малярии. И поэтому не только заболеваемость была большая, но и смертность. Во-вторых, непривычный климат влиял на солдат, развивался ревматизм и кожные заболевания. Солдаты первыми стали использовать на практике минеральные источники Кавказских Минеральных вод.

## Кладбище крепости
Местность была болотистая, был высокий уровень стояния вод. Поэтому кладбище гарнизона было устроено на водных курганах, которые находились недалеко от крепости. Это большой новопятигорский курган в Новопятигорском сквере и 6 курганов меньших по размерам на улице Пальмиро Тольятти. Сами курганы были древние, но в самой насыпи устроили современное кладбище. И эти кладбища функционировали до 30-х годов XIX века.
На гарнизонных кладбищах хоронили не только солдат и офицеров крепости, но и ещё участников Отечественной войны 1812 года. Потому, что на КМВ ещё в 1815 году был создан Госпиталь для участников войны. Многие вылечивались, часть умирала и их тут же хоронили на гарнизонных курганах.
В начале XX века кладбища ещё функционировали, это была охраняемая территория, но никого уже не хоронили. В последующее десятилетие кладбище было заброшено.
В 1960-годах там ещё находись несколько надгробий. В настоящее время сохранилось только одно надгробие, оно находится в Краеведческом музее города Пятигорска. Так же встречаются отдельные фрагменты надгробий с кургана, но надписей на них нет. Сколько человек там было захоронено неизвестно. Как сообщают краеведы, в начале XX века было 60-70 надгробий, а каменные надгробия ставились над офицерскими захоронениями. А были ещё и солдатские захоронения, ставились в основном деревянные кресты. Судя по всему, было похоронено несколько сотен человек.

## Дальнейшая судьба крепости
В 30-е годы XIX века военные действия перекинулись на более горные районы Кавказа, и крепость была упразднена. Постепенно территория застраивалась домами, разрушалась. В настоящее время этот памятник считается утраченным.
Ещё в 1960-е годы здесь прослеживались валы и рвы крепости.
На месте северного бастиона в 1968 году (начало строительства — 1965 год) был установлен памятник, который в 2010 году был полностью отреставрирован, реконструирован и в настоящее время находится на улице Пальмиро Тольятти (район Новопятигорска города Пятигорска).